# Jeanne Stark-Iochmans
Jeanne Stark-Iochmans (Geburtsdatum und -ort unbekannt; † 30. September 2020 in Berkeley/Kalifornien, Vereinigte Staaten) war eine belgische Pianistin.

## Leben
Stark-Iochmans schloss ihr Studium am Königlichen Konservatorium Brüssel mit der höchsten Auszeichnung des Konservatoriums, dem Prix de Virtuosite avec Grande Distinction ab. Sie gewann den Laure Van Cutsem Prize und vertrat Belgien beim internationalen Festival für moderne Musik in Bayreuth. Als Queen-Elizabeth-Stipendiatin vervollkommnete sie die Klavierausbildung in den USA bei Mieczysław Horszowski und Edwine Behre.
Nach ihrem erfolgreichen Debüt in der Carnegie Recital Hall unternahm sie Konzerttourneen durch Frankreich, Kanada, Mexiko, Belgien und die USA. Sie trat u. a. mit dem Belgian National Orchestra unter Leitung von Léon Jongen und Edouard Van Remoorteel, dem National Radio Orchestra of Belgium unter René Defossez, der New Haven Symphony und dem Boston Civic Orchestra auf. Mit dem Berkeley Symphony Orchestra spielte sie unter Leitung von Kent Nagano den Klavierpart in Olivier Messiaens Turangalîla-Sinfonie, unter Leitung von Kermit Moore Mozarts Klavierkonzert Nr. 23 und unter Urs Schneider Franz Liszts Erstes Klavierkonzert.
1985 trat sie mit einem Soloprogramm in der Carnegie Recital Hall auf. Im Rahmen der Today’s Artists Concerts gab sie 1988 und 1992 Recitals in der Alice Tully Hall. In der Reihe der Four Seasons Concerts spielte sie 1996 Bachs Goldberg-Variationen in der Alice Tully Hall und gab 2001 ihr Debüt in der Carnegie Hall. 1998 gab sie ein Konzert in der Universität Istanbul.
Über viele Jahre war Stark-Iochmans als Pianistin und Lehrerin beim Septembre Musical in Montreux aktiv. Sie unterrichtete an der Adamant Summer Piano School in Vermont und gab am Bryn Mawr College Gastvorlesungen über das Werk von Olivier Messiaen. Auf CD spielte sie u. a. die Präludien von Claude Debussy, Bachs Goldberg-Variationen und die letzten drei Klaviersonaten von Ludwig van Beethoven ein.